# Валиев, Владислав Артурович
Владислав Артурович Валиев (род. 25 апреля 1993, Москва) — российский борец вольного стиля, чемпион и призёр чемпионатов России, чемпион Европы 2019 года, призёр чемпионата мира, Заслуженный мастер спорта России (2019). Живёт во Владикавказе. Представляет Северную Осетию и Московскую область. С 2015 года член сборной команды страны.

## Спортивные результаты
- Чемпионат Европы по борьбе среди кадетов 2010 года — ;
- Первенство России по вольной борьбе среди юниоров 2011 года — ;
- Кубок Союза армян Украины 2012 года — ;
- Чемпионат России по вольной борьбе 2016 года — ;
- Гран-при Иван Ярыгин 2017 года — ;
- Гран-при Иван Ярыгин 2018 года — ;
- Чемпионат России по вольной борьбе 2017 года — ;
- Чемпионат России по вольной борьбе 2018 года — ;
- Чемпионат России по вольной борьбе 2019 года — ;
- Чемпионат России по вольной борьбе 2022 года — ;
- Чемпионат России по вольной борьбе 2023 года - ,